# Abborrtjärnen (Gåsborns socken, Värmland, 665850-141876)
Abborrtjärnen är en sjö i Filipstads kommun i Värmland och ingår i Göta älvs huvudavrinningsområde.